# Isocybus walkeri
Isocybus walkeri är en stekelart som beskrevs av Jean-Jacques Kieffer 1926. Isocybus walkeri ingår i släktet Isocybus och familjen gallmyggesteklar. Inga underarter finns listade i Catalogue of Life.